# Wangen (França)
Wangen é uma comuna francesa na região administrativa de Grande Leste, no departamento Baixo Reno.

## Demografia
Evolução da população:
- 1962: 541
- 1968: 570
- 1975: 589
- 1982: 572
- 1990: 656
- 1999: 704